# Ильченко, Александр Пантелеймонович
Александр Пантелеймонович Ильченко (около 1888 — ?) — член Украинской центральной Рады и Всероссийского учредительного собрания.

## Биография
Работал телеграфистом, спустя учитель приходского училища в Приморской области. В 1908 году из-за революционной работы в Уссурийском железнодорожном батальоне попал под полицейский надзор. Член партии эсеров.
В 1917 году председатель Уманского комитета УПСР. Член Центрального Рады. В марте 1918 вошел в состав Малой Рады от Селянской спилки.
В 1917 году избран во Всероссийское учредительное собрание в Киевском избирательном округе по списку № 1 (украинские эсеры, Селянская спилка, украинские социал-демократы).